# Římskokatolická farnost Pěkná
Římskokatolická farnost Pěkná je zaniklé územní společenství římských katolíků v rámci prachatického vikariátu Českobudějovické diecéze.

## O farnosti

### Historie
Roku 1785 byla v Pěkné zřízena lokálie, povýšená v roce 1857 na samostatnou farnost. Ta byla v letech 1940–1945 nuceně spravována z Pasovské diecéze. Po druhé světové válce byla navrácena Českobudějovické diecézi.
Dne 31. prosince 2019 farnost zanikla a jejím právním nástupcem se od 1. ledna 2020 stala farnost Volary.
| Fotografie | Kostel                               | Místo | Bohoslužba       | Bohoslužba       | Poznámka            |
| ---------- | ------------------------------------ | ----- | ---------------- | ---------------- | ------------------- |
|            | Kaple svaté Terezie od Dítěte Ježíše | Chlum | příležitostně    | příležitostně    | kaple               |
|            | Kostel svaté Anny                    | Pěkná | 1x ročně, poutní | 1x ročně, poutní | bývalý farní kostel |